# Мимёр
Мимёр (фр. Mimeure) — коммуна во Франции, находится в регионе Бургундия. Департамент коммуны — Кот-д’Ор. Входит в состав кантона Арне-ле-Дюк. Округ коммуны — Бон.
Код INSEE коммуны 21414.

## Население
Население коммуны на 2010 год составляло 292 человека.
| 1962 | 1968 | 1975 | 1982 | 1990 | 1999 | 2010 |
| ---- | ---- | ---- | ---- | ---- | ---- | ---- |
| 289  | 312  | 227  | 218  | 199  | 218  | 292  |

## Экономика
В 2010 году среди 182 человек трудоспособного возраста (15-64 лет) 145 были экономически активными, 37 — неактивными (показатель активности — 79,7 %, в 1999 году было 73,8 %). Из 145 активных жителей работали 136 человек (68 мужчин и 68 женщин), безработных было 9 (5 мужчин и 4 женщины). Среди 37 неактивных 7 человек были учениками или студентами, 16 — пенсионерами, 14 были неактивными по другим причинам.